# Ou de Pasqua
|  | Aquest article tracta sobre la icona de la resurrecció de Jesús. Si cercàveu l'ou de pasqua com a missatge amagat en programari informàtic, vegeu aquí. |

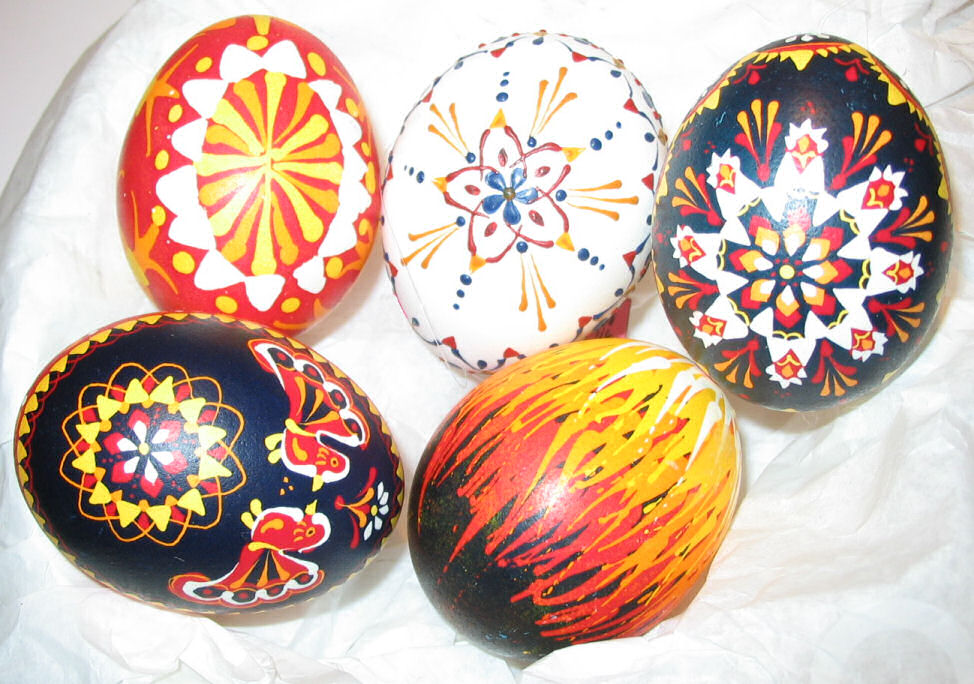
Ous de Pasqua.

L'ou de Pasqua és un símbol d'origen pagà que significa el 'renaixement' (vegeu Ishtar), adoptat pel cristianisme per a celebrar la Pasqua, com a símbol de la resurrecció de Jesús. La mona de Pasqua dels Països Catalans pot adoptar la forma d'un ou de xocolata en record d'aquesta tradició. Els ous de Pasqua més antics dels quals es té notícia es pintaven per a celebrar l'Any Nou del zoroastrisme, que queia en una data similar a l'actual festa.

## Història
Durant segles, fins ben entrat el segle xx, va ser costum entre els pastissers i també a les cases de fer tortells o coques amb ous durs incrustats a la superfície, que els padrins regalaven als fillols el diumenge de Pasqua Florida o l'endemà. Segons la tradició, el dolç havia de tenir tants ous com anys tenia el nen o nena a qui anava destinat, fins que ja havia fet la primera comunió. Amb els anys, els ous passaren a ser de xocolata, i avui la mona s'ha convertit en una figura de xocolata que pot ser de moltes menes i colors: podem trobar de l'ou tradicional fins a personatges de dibuixos, animals, jugadors de futbol, etc. Però un element comú que encara mantenen moltes mones són les plomes d'oca tenyides de colors vives i els polls grocs de feltre.

## Abast
La tradició, present especialment a països de l'Est d'Europa i anglosaxons, consisteix a amagar ous pintats (poden ser ous reals o de dolços) pel jardí o la casa perquè els infants els trobin. Com més ous es troben, més caramels s'obtenen al final. Si hi ha diversos nens es munta com un concurs. La decoració dels ous pot ser variada i més o menys rica. Entre els ortodoxos predomina el color vermell, per la sang de Crist.
A Alemanya, amb tots els ous en rotllana, es balla una dansa que expressa l'alegria pel missatge cristià, amb la dificultat que s'ha de ballar sense trencar els ous. La llegenda diu que aquests ous els ha portat la llebre de Pasqua. Aquests ritus s'han exportat a diversos països sud-americans.